# Pavel Němec (politik, 1976)
Pavel Němec (* 23. června 1976 Zábřeh) je český právník a politik ČSSD, v letech 2009–2010 poslanec Poslanecké sněmovny.

## Biografie
Vystudoval Gymnázium v rodném Zábřehu a pak Právnickou fakultu Masarykovy univerzity v Brně, později ještě vystudoval na této univerzitě Ekonomicko-správní fakultu (obor finanční podnikání). V letech 2000–2004 působil jako advokátní koncipient, pak do roku 2005 coby podnikový právník a v období let 2005–2006 na postu šéfa Státního dozoru nad sázkovými hrami a loteriemi Ministerstva financí. Od roku 2007 opětovně působil v advokacii, nyní ve vlastní advokátní kanceláři.
V komunálních volbách roku 2002 a komunálních volbách roku 2006 byl zvolen do zastupitelstva města Mohelnice za ČSSD. V komunálních volbách roku 2010 sem kandidoval neúspěšně. Profesně se uvádí jako advokátní koncipient, právník či advokát. Od roku 2006 zastával post místostarosty města Mohelnice. Ve funkci místostarosty skončil roku 2010. Čelil kritice od tehdy opozičního hnutí Nezávislí, že jako neuvolněný pobíral měsíční odměnu 23 000 Kč a zároveň pracoval jako poslanec a advokát. V komunálních volbách roku 2010 pak nebyl zvolen do zastupitelstva, ačkoliv byl lídrem místní kandidátní listiny ČSSD. Volby vyhrálo právě hnutí Nezávislí, získalo sedm mandátů ve 21členném zastupitelstvu proti pouhým dvěma pro ČSSD.
Ve volbách v roce 2006 kandidoval do poslanecké sněmovny za ČSSD (volební obvod Moravskoslezský kraj). Zvolen nebyl, ale do sněmovny usedl dodatečně v březnu 2009 jako náhradník poté, co rezignoval poslanec Martin Tesařík, který se stal hejtmanem. Působil coby člen sněmovního mandátového a imunitního výboru a člen ústavněprávního výboru. Ve sněmovně setrval do voleb v roce 2010. V nich svůj mandát v Olomouckém kraji neobhájil kvůli takzvanému kroužkování.
Ve sněmovně se profiloval jako odborník na regulaci hazardu a předložil v tomto smyslu i návrh zákona. V roce 2010 čelil mediální kritice, že jeho matce coby podnikatelce lékárenství přispěly loterijní firmy částkou dva a půl milionu Kč na zřízení informačního centra pro lidi, kteří nevědí, jak správně užívat léky. Hospodářské noviny uvedly, že informační centrum není v prostorách její lékárny v Mohelnici fakticky poznat a peníze šly převážně do rekonstrukce lékárny jako takové. Sám politik na tyto informace reagoval s tím, že nemá „žádné informace o tom, že by nějaká kontrola prokázala chybné poskytnutí dotací“. Případ prověřovala jako možnou korupci i policie.
V roce 2013 mu ČSSD zrušila členství, což Němec napadl u soudu a pomáhal v podobných případech jiných bývalých členů ČSSD. Zároveň zastupoval sociální demokraty z Mohelnice na Olomoucku, kteří se obrátili na soud kvůli nesouhlasu s postupem ČSSD při tvorbě kandidátek pro předčasných voleb.
V roce 2018 mu bylo členství v ČSSD obnoveno. V komunálních volbách kandidoval jako lídr ČSSD v Mohelnici a byl zvolen, po 8 letech se tak vrátil do zastupitelstva města.